# Benedetto Schenone
Benedetto Schenone (fl. XVI secolo) è stato un poeta italiano.

## Biografia

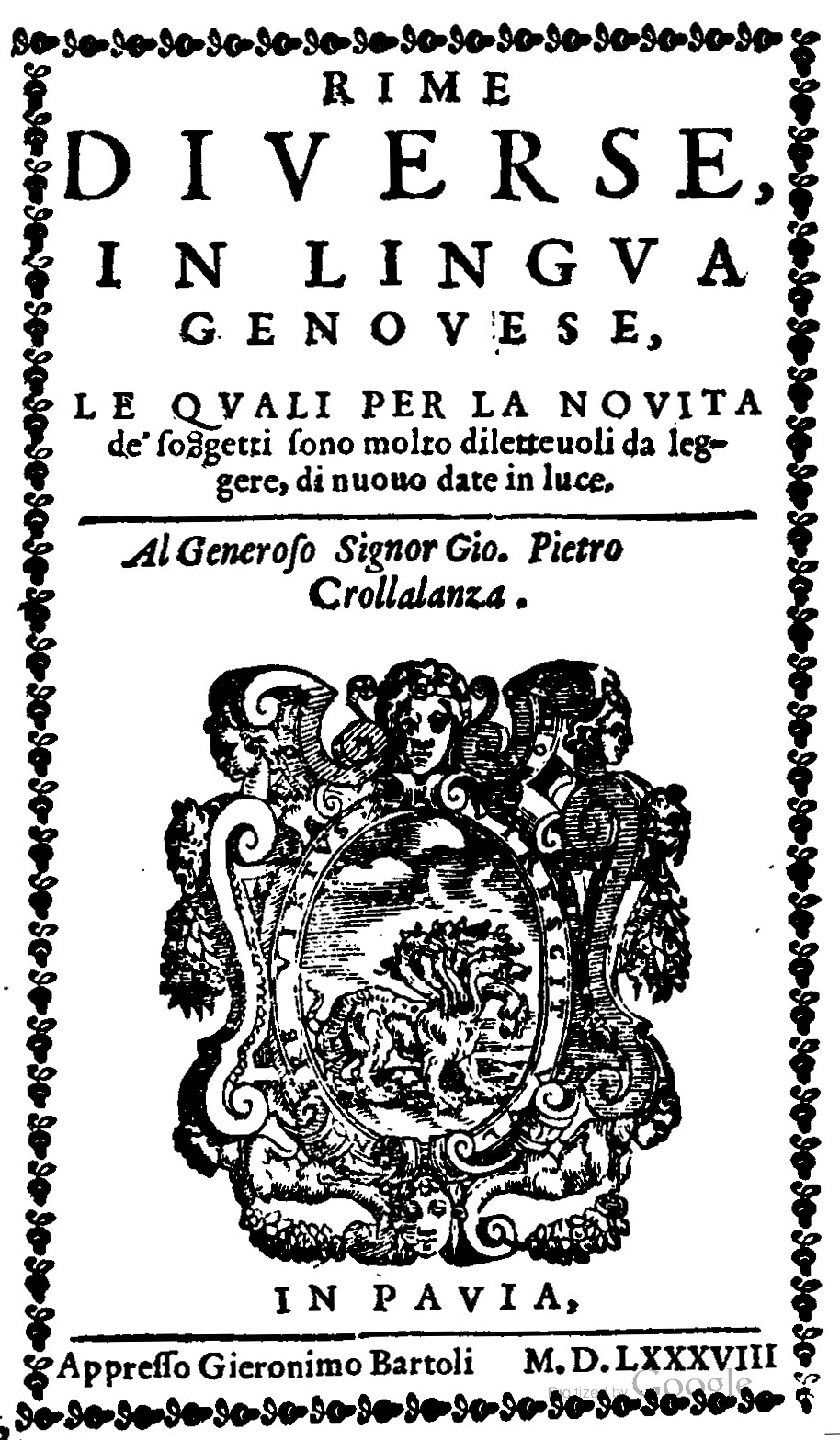
Frontespizio del "Rime diverse in lingua genovese".

Cieco, lo Schenone fu un autore ligure di lingua genovese del XVI secolo, la cui opera, per quello che è pervenuto, richiama allo stile del più noto Paolo Foglietta. Fu tra gli autori inseriti nell'antologia Rime diverse in lingua genovese pubblicata dallo Zabata.